# Срђан Савић
Срђан Савић (Ниш, 12. новембар 1973) српски је филолог, филмолог, критичар, уредник и културни радник. Директор је Нишког културног центра.
Уредник је нишког филмског часописа Филаж и један од оснивача Међународног фестивала стрипа „Нифест“ и Међународне колоније филмске критике у Нишу.

## Биографија
У родном Нишу је завршио гимназију „Светозар Марковић“. Дипломирао је на Студијској групи за српски језик и књижевност Филозофског факултета у Нишу.
Од 1997. до 2000. био је заменик уредника филмског програма Нишке телевизије. У јулу 2000. прелази на новоосновану ТВ „Глобал“, где је прво радио као уредник, поред осталог и филмског програма, а од јуна 2003. до октобра 2005. обављао и функцију главног и одговорног уредника. Од новембра 2008. до септембра 2012. био је директор Нишког културног центра и Фестивала глумачких остварења домаћег играног филма у Нишу – Филмских сусрета, од јула 2012. до јула 2016. обављао је дужност председника Градске општине Пантелеј у Нишу, а од октобра 2013. до новембра 2015. био је и члан Надзорног одбора Јавног предузећа Нишка телевизија. Од јула 2017. године је поново на функцији директора Нишког културног центра.
Активно се бави филмском и повремено књижевном критиком. Објавио је књигу Оњегин (Нишки културни центар, 2007), књижевно-филмску студију о сличностима и разликама између Пушкиновог романа у стиху Евгеније Оњегин и његове филмске екранизације коју је потписала британска редитељка Марта Фајнс. Покретач је и уредник филмске едиције „Кинограм“ при Издаваштву Нишког културног центра. Приредио је у оквиру те едиције, у сарадњи са Небојшом Пајкићем, култну књигу Руја Ногејре Мелвил о Мелвилу, а затим још једну значајну филмску књигу – Џон Форд аутора Питера Богдановича (Нишки културни центар, Југословенска кинотека, 2012) – у сарадњи с Динком Туцаковићем и Александром Ердељановићем. Покретач је и филмске едиције „Омнибус“, у оквиру које је као уредник, у сарадњи са ментором пројекта Небојшом Пајкићем и приређивачем Ђорђем Милосављевићем, потписао зборник текстова Студирање Шаброла. Уредник је и филмске едиције „Пантеон“, у оквиру које је, с Игором Тохољем и Александром Ердељановићем, приредио култну студију Пола Шредера Трансцендентни стил на филму: Озу, Бресон, Драјер. Коаутор је, с Дејаном Дабићем, публикације Педесет година – водич кроз Филмске сусрете у Нишу (1966–2015).
Његови текстови о филму заступљени су, заједно са текстовима још тројице нишких критичара, у антологији Светло са тврђаве – нишки филмски критичарски круг (YU филм данас број 92/93) приређивача Северина М. Франића. Текстове о филму и књижевности публиковао је у Филажу, YU филму данас, Новом Филмографу, Кинотеци, Градини, Политици, Књижевној речи, Пресингу, Нишком аналитичару, Народним новинама, Слову...
Уредник је нишког филмског часописа Филаж и један од оснивача Међународног фестивала стрипа „Нифест“ и Међународне колоније филмске критике у Нишу.
Члан је FIPRESCI-ја, српског огранка међународног удружења филмских критичара.